# Bengalia
Genre
Bengalia est, d'après la classification communément admise, un genre de diptères appartenant à la famille des Calliphoridae.

## Biologie
Les adultes du genre Bengalia sont des prédateurs agressifs, qui se nourrissent principalement de termites, de pupes de fourmis, voire de proies de fourmis volées. On croise ce genre essentiellement en zones afrotropicale et orientale, bien qu'une espèce ait été découverte en Australie,.

## Espèces
Le genre des Bengalia comprend en 2009 76 espèces :
| - Bengalia africana - Bengalia akamanga - Bengalia aliena - Bengalia arawakia - Bengalia asymmetria - Bengalia bantuphalla - Bengalia bezziella - Bengalia bezzii - Bengalia calilungae - Bengalia camerina - Bengalia chiangmaiensis - Bengalia chromatella - Bengalia concava - Bengalia congoliana - Bengalia cuthbertsoni - Bengalia depressa - Bengalia emdeniella - Bengalia escheri - Bengalia evafoneae - Bengalia fernandiella - Bengalia floccosa - Bengalia fuscipennis - Bengalia gaillardi - Bengalia gandhiana - Bengalia gigas - Bengalia hastativentris | - Bengalia hobbyi - Bengalia indipyga - Bengalia inermis - Bengalia jejuna - Bengalia kanoi - Bengalia krishna - Bengalia kuyanianus - Bengalia labiata - Bengalia lampunta - Bengalia lyneborgi - Bengalia mandarina - Bengalia martinleakei - Bengalia minor - Bengalia nirvanella - Bengalia pallidicoxa - Bengalia peuhi - Bengalia philipyga - Bengalia pinatuba - Bengalia pseudovaricolor - Bengalia pygomalaya - Bengalia racovitzai - Bengalia ramsdalei - Bengalia recurva - Bengalia rivanella - Bengalia robertsi - Bengalia roubaudi | - Bengalia samburella - Bengalia schiavoae - Bengalia semerunia - Bengalia seniorwhitei - Bengalia shivanella - Bengalia siamensis - Bengalia singhasaria - Bengalia spinifemorata - Bengalia subnitida - Bengalia surcoufi - Bengalia tagaloga - Bengalia taiwanensis - Bengalia taksina - Bengalia tenggeria - Bengalia tibiaria - Bengalia torosa - Bengalia unicolor - Bengalia varicolor - Bengalia walkeriana - Bengalia wangariae - Bengalia wyatti - Bengalia xanthopyga - Bengalia yorubana - Bengalia zouloupyga |

## Controverse sur la classification
Une autre classification, avancée par Andy Z. Lehrer, est sujet à controverse. Dans ses travaux datant de 1970, 2003 et 2005, Andy Z. Lehrer conçoit que ce genre représente le genre-type d'une nouvelle famille monophylétique, les Bengaliidae, qui se distinguerait de la famille Calliphoridae par les caractères somatiques essentiels et notamment par ceux des structures buccales, postabdominales et génitales, ainsi que par des caractères bio-écologiques. Ces travaux ne s'appuient sur aucune analyse génétique.
D'après ses recherches morphologique des structures postabdominales et surtout des genitalia mâles, le genre Bengalia s. str. comprend seulement dix espèces du point de vue taxonomique. Elles garderait le type de structure des genitalia de l'espèce-type Bengalia labiata  de la sous-famille Bengaliinae, présenté dans la figure 1 et qui diffère profondément des autres types de genitalia de la famille. Les autres types de structures phallosomiques sont représentés dans les figures 2 à 4: Afridigalia tibiaria (Villeneuve) [fig. 2] pour la sous-famille Afridigaliinae, Gangelomyia xanthopyga (Senior-White) [fig. 3] pour la sous-famille Gangelomyiinae  et Maraviola spinifemorata (Villeneuve [fig. 4] pour la sous-famille Maraviolinae , qui marquent les taxons super-spécifiques et qui groupent les espèces connues et inconnues par les auteurs classiques.

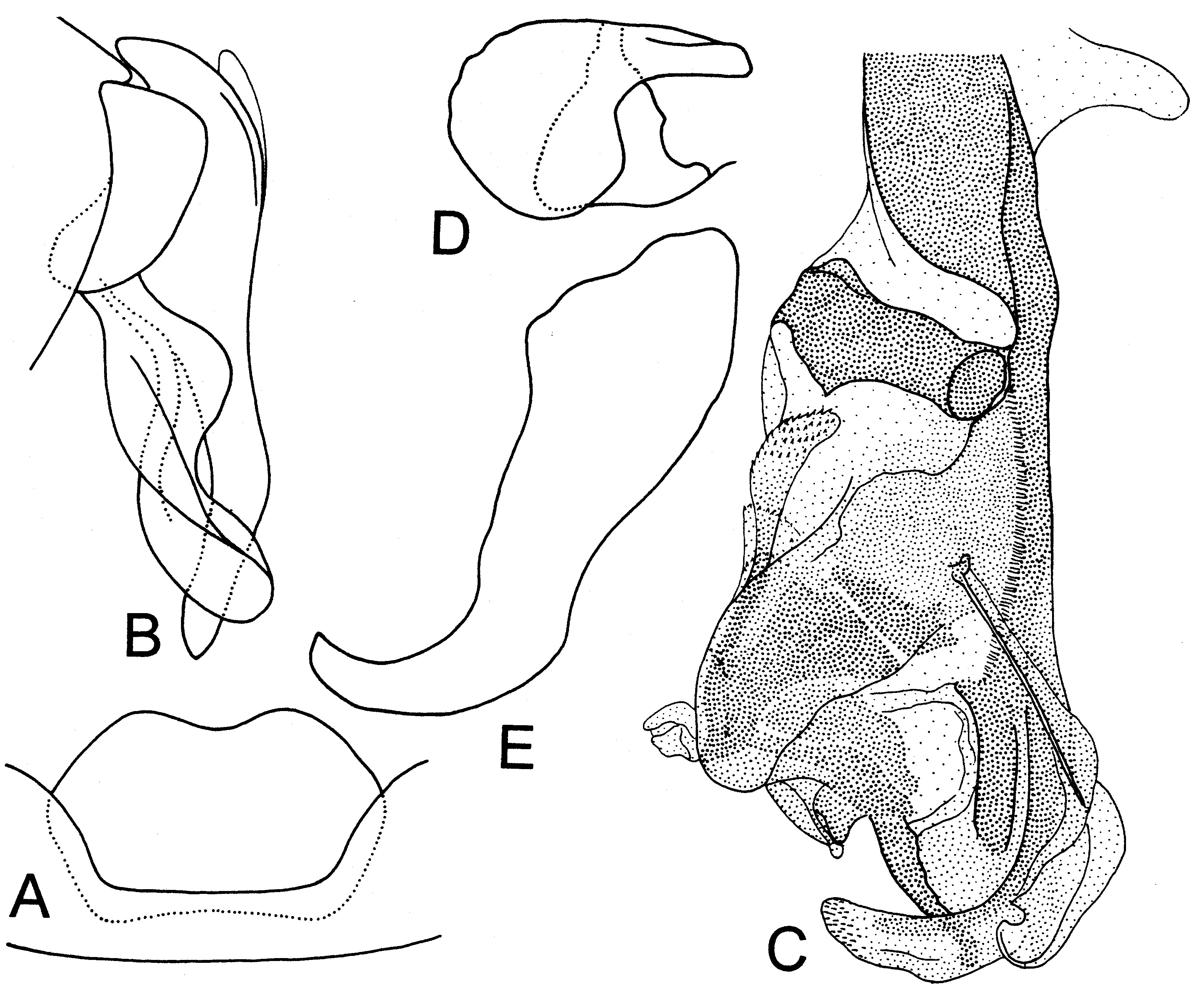
Fig. 1.Bengalia labiata Robineau-Desvoidy, 1830 (selon Lehrer)
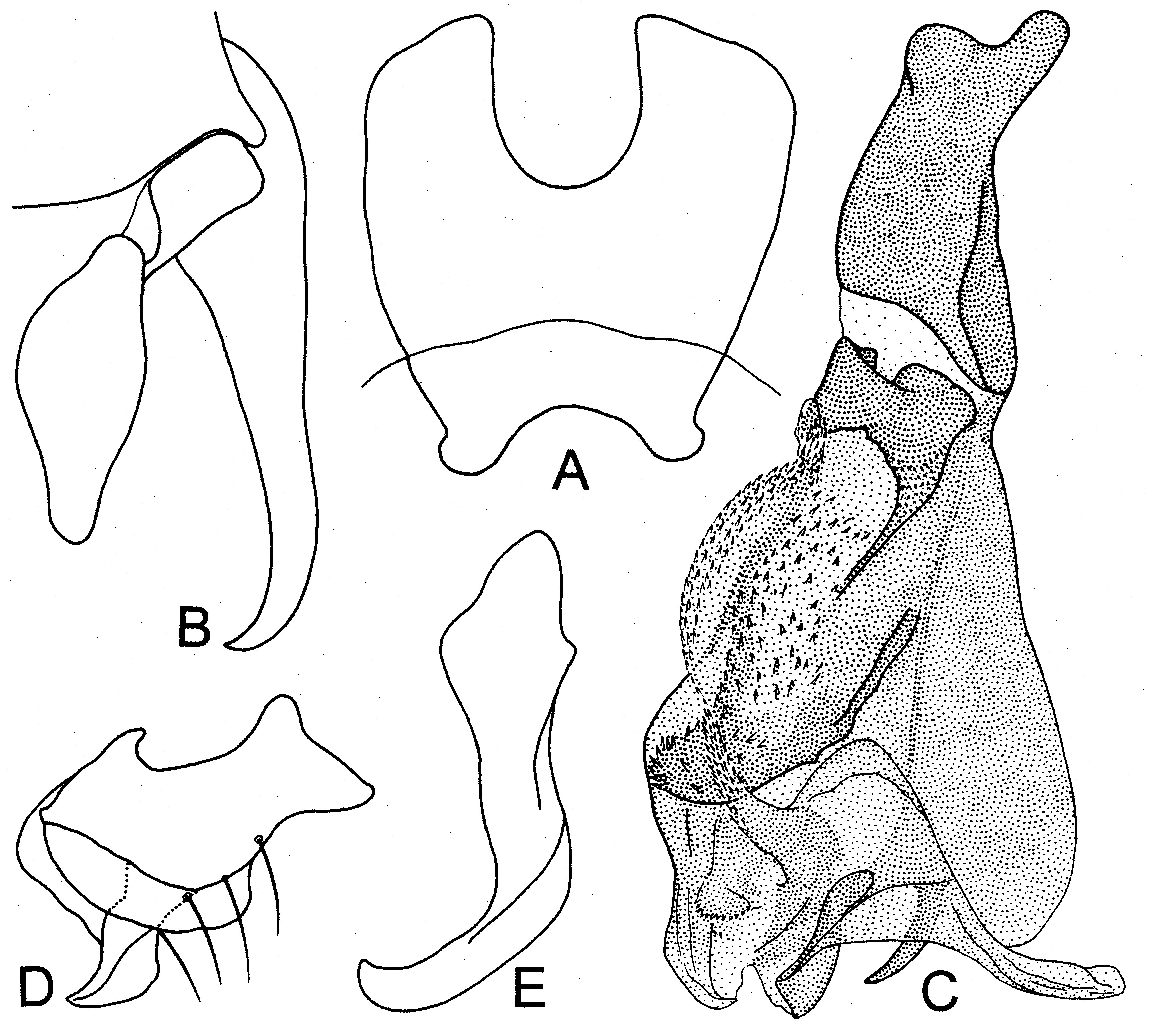
Fig. 2. Afridigalia tibiaria (Villeneuve), 1926 (selon Lehrer)
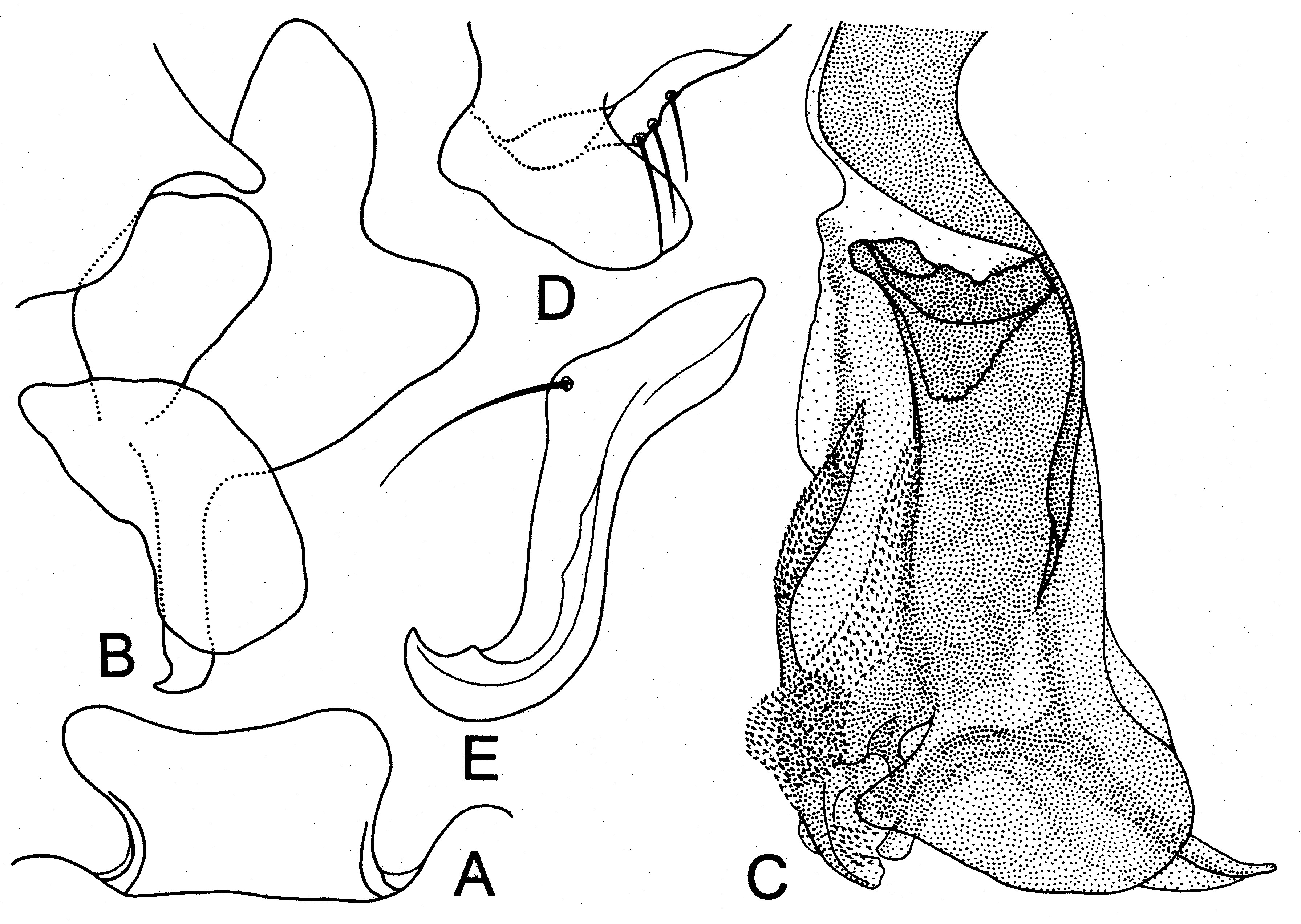
Fig. 3. Gangelomyia xanthopyga (Senior-White), 1924 (selon Lehrer)
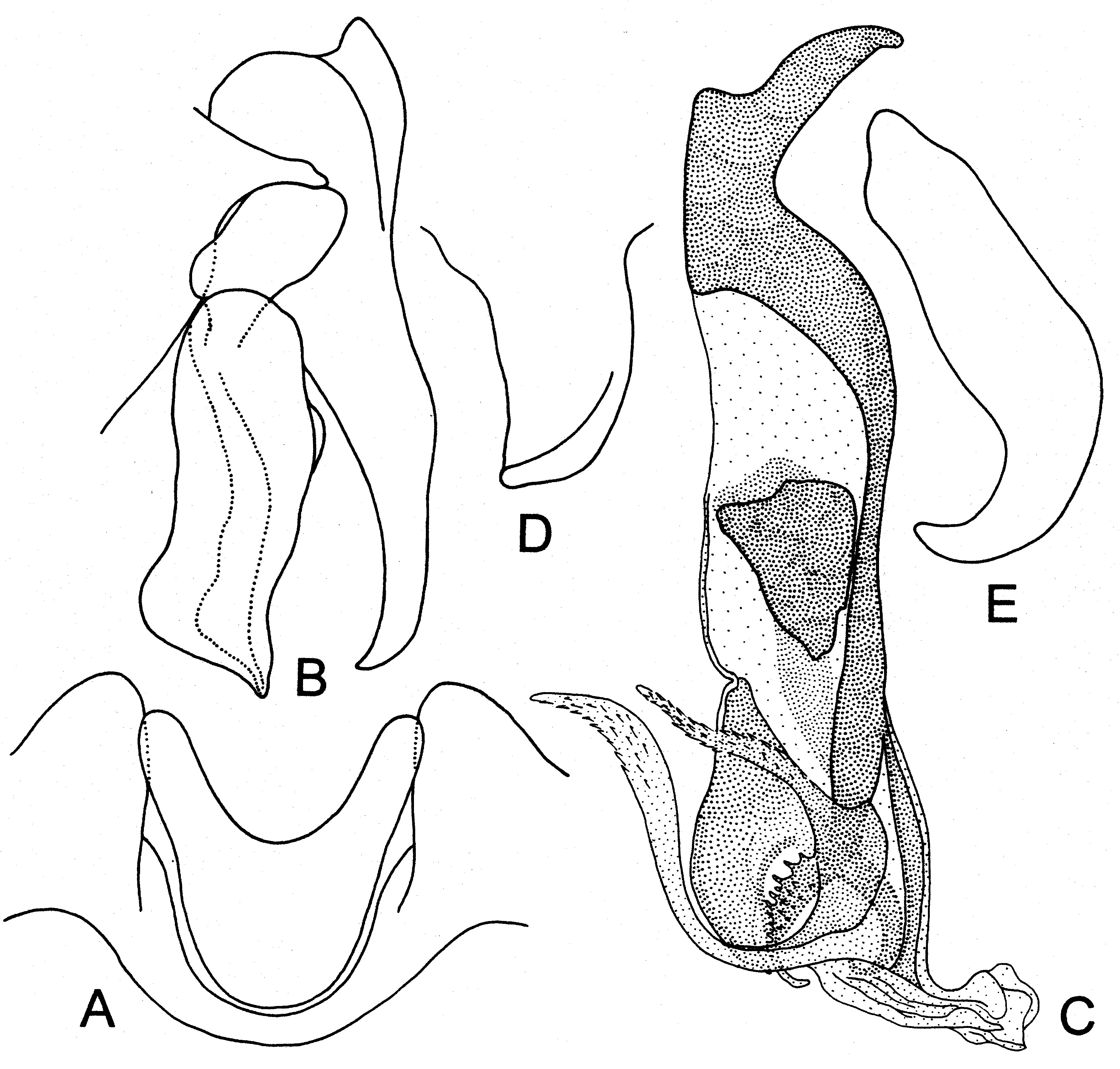
Fig. 4.  Maraviola spinifemorata (Villeneuve, 1913) (selon Lehrer)

Explication des figures 1-4. A, sternite VII; B, cerques et paralobes; C. distiphallus; D, prégonites; E, postgonites.